# Pilsener (El Salvador)
Cerveza Pilsener es una cerveza salvadoreña tipo lager producida por la compañía Industrias La Constancia.
Pilsener nació en la ciudad de Santa Ana en 1906 de la mano de Industrias La Constancia, que es la cervecería más grande de El Salvador. El proceso de creación tanto de la imagen como de la elaboración de la cerveza surge bajó la organización del empresario salvadoreño Rafael Meza Ayau.
El As de Corazón es el símbolo principal de la Pilsener, su significado está directamente ligado al corazón de los salvadoreños, ha sido su imagen desde un principio, convirtiéndose en un bien único. También tiene diferentes connotaciones positivas; el As con el valor más alto en la baraja y la primera letra del alfabeto.

## Materias primas
- Granos de cebada malteada
- Lúpulo
- Levadura de cerveza
- Agua tratada especialmente para el proceso cervecero.

Con 4.4° de alcohol por volumen, ha tenido un sabor incomparable desde 1906 por ser elaborado con constancia y dedicación bajo estándares de clase mundial y utilizando ingredientes 100% naturales.

## Pilsener en el deporte
La marca Pilsener se encuentra estrechamente ligada al deporte más popular de El Salvador, el fútbol, siendo uno de los patrocinadores de la Selección de fútbol de El Salvador y del escenario deportivo más importante de El Salvador y Centroamérica, el Estadio Cuscatlán. 
La Primera División de El Salvador adoptó el nombre comercial de "Torneo apertura Pilsener" desde 1998. El nombre del campeonato "Copa Pilsener" duro hasta 2010, ya que en 2011 cambió a "Copa Capri".
Actualmente Pilsener continúa patrocinando las selecciones nacionales de fútbol tanto en su rama masculina como femenina y a la Selección de Playa La Selección de fútbol playa de El Salvador es el equipo representativo del país en competiciones oficiales. Su mejor ubicación en Copas Mundiales de Fútbol Playa de FIFA, ha sido el cuarto puesto de Rávena 2011. Otras participaciones incluyen Marsella 2008, Dubái 2009 Tahití 2013 y Rusia 2021. Además ostenta dos campeonatos de Concacaf, tres copas centroamericanas una medalla de oro en Juegos Bolivarianos de Playa y Campeón De El Salvador Beach Soccer Cup 2022.